# Nealcidion cuspidatum
Nealcidion cuspidatum är en skalbaggsart som beskrevs av Monné 1998. Nealcidion cuspidatum ingår i släktet Nealcidion och familjen långhorningar. Inga underarter finns listade i Catalogue of Life.